# Viburnum prunifolium
Viburnum prunifolium é uma espécie do gênero botânico Viburnum, da família das Adoxaceae
É um arbusto ou uma pequena árvore, decídua, nativa do sul da América do Norte. É ornamental ,  fonte de alimento  para os pássaros e apresenta propriedades medicinais.
Por séculos, a casca desta planta foi usada com propósitos médicos, principalmente em ginecologia. Os índios nativos americanos utilizavam como chá para tratar  dores e cólicas menstruais e na recuperação pós-parto. Devido as suas propriedades antiespamódicas pode ser usada para tratamento de  cólicas do sistema digestivo.
Os  principios ativos componentes mais importantes são a escopolitina, aesculetina, salicina, viburnina, tanino e outros.